# Am Timan
Am Timan – miasto w Czadzie, stolica regionu Salamat, departament Barh Azoum; 52 tys. mieszkańców (2009). Przemysł spożywczy, lotnisko.